# Newton Canegal
Newton Canegal (Rio de Janeiro, 4 giugno 1917 – 23 marzo 2003) è stato un calciatore brasiliano, di ruolo attaccante.

## Carriera

### Club
Giocò sempre per club brasiliani.

### Nazionale
In nazionale prese parte a 7 incontri.

## Palmarès

### Club

#### Competizioni statali
- Campionato paulista: 1

Portuguesa: 1936
- Campionato Carioca: 4

Flamengo: 1939, 1942, 1943, 1944
- Torneio Início do Rio de Janeiro: 3

Flamengo: 1946, 1951, 1952